# توشیا شینوهارا
توشیا شینوهارا (انگلیسی: Toshiya Shinohara؛ زادهٔ ۱ ژانویهٔ ۱۹۵۹) کارگردان فیلم اهل ژاپن است.